# Kiriłł Lamin
Kiriłł Aleksiejewicz Lamin (ros. Кирилл Алексеевич Лямин; ur. 13 stycznia 1986 w Moskwie) – rosyjski hokeista.

## Kariera
- CSKA 2 Moskwa (2002-2006)
- CSKA Moskwa (2003-2007)
- Chimik Mytiszczi (2007-2008)
- Spartak Moskwa (2008-2010)
- Siewierstal Czerepowiec (2010-2011)
- Awangard Omsk (2011-2015)
- Nieftiechimik Niżniekamsk (2015-2017)
- Awtomobilist Jekaterynburg (2017-2019)
- Dinamo Moskwa (2019-2020)
- Spartak Moskwa (2020)
- Dinamo Moskwa (2020)
- GKS Katowice (2021)
- Witiaź Podolsk (2021-)

Wychowanek CSKA Moskwa. Od maja 2011 zawodnik Awangarda Omsk, związany dwuletnim kontraktem. Od 2013 związany dwuletnim kontraktem. W klubie był do końca kwietnia 2015. Od maja 2015 do lutego 2017 zawodnik Nieftiechimika Niżniekamsk, związany trzyletnim kontraktem. W maju 2017 przeszedł do Awtomobilista Jekaterynburg. W czerwcu 2019 został graczem Dinama Moskwa. W lipcu 2020 przetransferowany do Spartaka Moskwa. W listopadzie 2020 na zasadzie próby ponownie trafił do Dinama Moskwa. W styczniu 2021 ogłoszono jego transfer do GKS Katowice. Na początku lipca 2021 ogłoszono jego transfer do Witiazia Podolsk.

## Sukcesy
Reprezentacyjne
- Złoty medal mistrzostw świata juniorów do lat 18: 2004
- Srebrny medal mistrzostw świata juniorów do lat 20: 2006

Klubowe
- Srebrny medal mistrzostw Rosji / KHL: 2012 z Awangardem Omsk
- Puchar Nadziei: 2014 z Awangardem Omsk

Indywidualne
- KHL (2011/2012): pierwsze miejsce w klasyfikacji +/- w fazie play-off: +12